# Cavallol (Lladurs)
Cavallol o Caballol és una masia situada al poble de Lladurs, municipi del mateix nom (Solsonès). Sembla que l'origen etimològic del topònim és la paraula àrab qabàil, que significa 'tribus', possiblement en referència a la presència de grups amazics en aquestes contrades durant l'edat mitjana, i que també hauria donat nom a altres indrets de la comarca, com ara El Cavall, Cavall i Cavallol.